# Кьюмиенто, Давиде
Давиде Кьюмиенто (итал. Davide Chiumiento; 22 ноября 1984, Хайден, Аппенцелль-Аусерроден, Швейцария) — швейцарский футболист, полузащитник.

## Карьера

### Клубная карьера
Кьюмиенто начал свою карьеру в итальянском «Ювентусе». В Серии A дебютировал 29 февраля 2004 года в матче против «Анконы», выйдя на замену во втором тайме вместо Алессандро Дель Пьеро. 9 марта 2004 года впервые сыграл в Лиге чемпионов в матче против испанского «Депортиво Ла-Корунья», заменив во втором тайме Мауро Каморанези.
Следующий сезон он провёл в аренде в «Сиене», где сыграл 14 матчей и забил свой первый и единственный гол в Серии A — 13 февраля 2005 года в матче против «Мессины».
В июле 2005 года он был отдан в аренду французскому «Ле-Ману» на сезон. В Лиге 1 сыграл 18 матчей, забив один гол — 5 ноября 2005 года в ворота марсельского «Олимпика».
В 2006 году он вернулся в Швейцарию, отправившись в аренду в «Янг Бойз». В своём первом сезоне в Суперлиге сыграл 17 матчей и забил один гол — 9 декабря 2006 года в матче против «Санкт-Галлена».
15 июня 2007 года Кьюмиенто перешёл в «Люцерн», подписав со швейцарским клубом трёхлетний контракт. Стоимость трансфера составила 150 тыс. евро. За «Люцерн» он дебютировал 21 июля 2007 года в матче стартового тура сезона 2007/08 против «Ксамакса». Свой первый гол за «Люцерн» забил 29 июля 2007 года в матче против своего бывшего клуба «Янг Бойз».
17 августа 2010 года Кьюмиенто подписал контракт с канадским клубом «Ванкувер Уайткэпс» из второго дивизиона Федерации футбола США. За «Кэпс» дебютировал 24 сентября 2010 года в матче против «Монреаль Импакт», выйдя на замену на 62-й минуте вместо Филиппа Дейвиса. 8 марта 2011 года Кьюмиенто подписал контракт уже с клубом MLS «Ванкувер Уайткэпс». 19 марта 2011 года в матче стартового тура сезона 2011 против другого канадского клуба «Торонто», ставшем для «Ванкувера» дебютом в MLS, ассистировал двум голам в первом тайме, но получил травму перед перерывом и был заменён на Низара Хальфана. 11 мая 2011 года в матче против «Сан-Хосе Эртквейкс» забил свой первый гол за «Уайткэпс».
В июле 2012 года Кьюмиенто перешёл в «Цюрих» за нераскрытую сумму, подписав со швейцарским клубом трёхлетний контракт до лета 2015 года. Дебютировал за «Цюрих» 22 июля 2012 года в матче против «Туна». 19 августа 2012 года в матче против «Серветта» забил свой первый гол за «Цюрих». В составе клуба он дважды выиграл Кубок Швейцарии — в розыгрышах 2013/14 и 2015/16. По окончании сезона 2016/17 Кьюмиенто покинул «Цюрих» в связи с истечением срока контракта.

### Международная карьера
В составе сборной Швейцарии до 21 года Кьюмиенто принял участие в молодёжном чемпионате Европы 2004.
Тренер сборной Швейцарии Якоб Кун выбрал Кьюмиенто в состав команды на Евро-2004 в качестве замены травмированному Йохану Лонфату, но он отказался от вызова, так как ещё надеялся выступать за сборную Италии.
За сборную Швейцарии Кьюмиенто дебютировал 3 марта 2010 года в товарищеском матче со сборной Уругвая, заменив в перерыве между таймами Пирмина Швеглера.

## Достижения
«Цюрих»
- Обладатель Кубка Швейцарии: 2013/14, 2015/16
- Победитель Челлендж-лиги: 2016/17